# Сериков, Ермек Серикович
Ерме́к Се́риков (10 июня 1989 — 11 августа 2009, Шахтинск) — боксёр, член сборной Казахстана по боксу, трёхкратный чемпион Азии по боксу, мастер спорта международного класса. Перед своей смертью планировал перейти в профессиональный бокс. Умер от последствий полученной при невыясненных обстоятельствах травмы (ранения в правое бедро из охотничьего карабина марки Сайга, умер во время операции в больнице в Шахтинске). Тренером спортсмена был Рамазан Мизамбаев. Последние десять лет своей жизни посвятил боксу. За это время Ермек Сериков стал трехкратным чемпионом Азии по боксу, мастером спорта международного класса. Среди друзей и тренеров его звали казахским Тайсоном(каз. Радио Азаттык).

## Заслуги
Ермек Сериков был самым молодым боксером в сборной Казахстана по боксу. Он родился в 1989 году. Свою карьеру Ермек Сериков начинал в спортивной школе города Шахтинск и последние десять лет своей жизни посвятил боксу. За это время Ермек Сериков стал трёхкратным чемпионом Азии по боксу (среди юношей в весовой категории до 66 кг — 2004, среди юниоров в весовой категории до 69 кг — 2006, 2007), серебряным призёром чемпионата мира среди юношей (2005), мастером спорта международного класса.

## Обстоятельства гибели
Согласно заявлению, прозвучавшему в эфире казахстанского отделения Радио Свобода (каз. Радио Азаттык) из уст пресс-секретаря Карагандинского городского управления внутренних дел Гульнур Кудайбергеновой
…Десятого августа, в 8 часов вечера, неизвестные люди доставили раненого Ермека Серикова в городскую больницу Шахтинска. По словам врачей, пуля разорвала артерию бедра. Из-за потери огромного количества крови Ермек Сериков умер, не приходя в сознание. Полицейские, которые побывали на месте события, нашли там оружие, похожее на пневматическое ружье, и семь гильз. Кроме этого, нашли там окровавленную машину Ермека Серикова. ЧП произошло в районе городского вокзала…
Несмотря на усилия врачей, во вторник Ермек Сериков скончался от большой кровопотери и геморрагического шока.